# 狂人は心に
「狂人は心に」（BrainDamage）はイギリスのロックバンドピンク・フロイドの1973年のアルバム「狂気」の9番目のトラックである  。ロジャー・ウォーターズのボーカルとデヴィッド・ギルモアによるコーラスで歌われた。ウォーターズは自身のソロツアーで歌い続けている。ピンク・フロイドが1994年のツアーでライブで演奏したときはギルモアがリードボーカルを歌った（「パルス」で聞くことができる）。バンドは当初、ライブパフォーマンスやレコーディングセッションでこのトラックを「Lunatic」と呼んでいた。

## 構成
アメリカでのおせっかいツアーの後にバンドが再び召集されたとき、ロジャー・ウォーターズは「マネー」などの曲と一緒に「Brain Damage」のプロトタイプバージョンを持ってきた。彼は1971年に「おせっかい」のアルバムのレコーディング中にこの曲を演奏しており、"The Dark Side of the Moon"と呼ばれていた。最終的にこのタイトルはアルバムの名前として採用されることとなった。
"Eclipse"は神経衰弱に苦しんだ元バンドメンバーのシド・バレットに部分的に触発されている。ロードテストの後、「A Piece for Assorted Lunatics」というタイトルの新しい組曲として、この曲は「Any Color You Like」と一緒に10月に録音された。この作品は、ウォーターズとアコースティックなバラードとの関連を表しており、「If」や「Grantchester Meadows」とともに、「Brain Damage」はシンプルなメロディーと歌い方を採用している。デヴィッド・ギルモアは、ウォーターズに歌を歌うよう積極的に勧めていたが、その時点ではウォーターズはボーカルの能力に自信を持っていなかった。
曲はやや遅いテンポで、ビートルズの「ディア・プルーデンス」に似たギターのアルペジオパターンを使っている。Dメジャー調のフレーズであり、繰り返される叙情的なパターンとコーラスが特徴である。

## テーマ
ロジャー・ウォーターズは、狂気をテーマにした歌詞は、元フロイドのフロントマンであるシド・バレットの精神的な不安定さに基づいていると述べている。 "And if the band you're in starts plaing different tunes..."（「そして、あなたが参加しているバンドがさまざまな曲を演奏し始めたら...」）という行の歌詞は、バンドの在籍期間終わり近くのバレットの行動を参考にしている。彼の精神的な問題のために、バレットがコンサートの途中でバンドの他のメンバーとは異なる曲を演奏したことが幾度かあった。この曲にはかなり有名なオープニングである"The lunatic is on the grass.."（「狂人は草の上にいる...」）という歌詞がある。ウォーターズによると、「草を避けてください」という標識が立てられている芝生に踏み入れるということの狂気を表現しているという。歌詞のほのぼのとした性質は、2003年のドキュメンタリー「Classic Album: Pink Floyd - The Making of The Dark Side of the Moon」でのウォーターズの主張によってさらに強調されている。曲を書くときに彼が念頭に置いていた芝生の区画はケンブリッジのキングスカレッジの後ろにあったという。
ドイツの文学者でメディア理論家のフリードリヒ・キットラーは、歌詞とサウンドの技術的なアレンジについて、この曲に大きな関連性を見出した。彼にとって、3つの詩は、モノラルからステレオへの（サウンド）技術の進化の段階を踏んでおり、それらを合わせて「狂気の」サラウンドサウンドが生まれているという。 
Journal of the Association of American Medical Collegesの2008年のFusar-PoliとMadiniの論文によると、この曲には前衛的なテクニックが含まれており、この哲学的な歌詞は、心理的な観点からアプローチと分析を行うことができると示唆しています。 "Got to keep the loonies on the path"(「狂人を道に留めておく」)という行は、秩序を維持し正気を保つことを試みていることを示している。"You raise the blade, you make the change. You re-arrange me 'till I'm sane"（「あなたは剣を掲げて、あなたは私を『私が正気になるまで』再構築する）という歌詞は、ロボトミー手術による切除の描写であるという。人間の非合理性のメタファーとして有名になった"I'll see you on the dark side of the moon"（「月の暗黒面でお会いしましょう」）というセリフは、常に存在しているが目に見えない、しかし表に現れることを待っている狂気を表現しています。ジークムント・フロイトの言葉で言えば、それは無意識のことである 。

## バージョン
TC-SHVL. 804（カセット、ニュージランド）やQ4SHVL 804（クワッドLP、イギリス）などのいくつかのDarkS ide of the Moonのリリースにおいて、別のバージョンのミックスが存在している。それらのバージョンでは、3:02あたりで始まる曲の終わりの演奏の間、2回目のコーラスの後、最後のトラック「Eclipse」に至るまで、他のバージョンとは異なりピーター・ワッツの「狂気の笑い声」だけが繰り返し流される。"I can't think of anything to say"という音声サンプルののち、再び笑い声と"I think it's marvelous (ha ha ha)"の音声サンプルが流れる。

## 参加メンバー
- ロジャー・ウォーターズ –ベースギター、リードボーカル、テープエフェクト
- デビッド・ギルモア –エレキギター、ハーモニーボーカル
- リチャード・ライト –ハモンドオルガン、 EMS VCS 3
- ニック・メイスン –ドラム、チューブラーベル、テープエフェクト

追加メンバー
- レスリー・ダンカン - バッキング・ヴォーカル
- ドリス・トロイ - バッキング・ヴォーカル
- バリー・セント・ジョン - バッキング・ヴォーカル[要出典]
- ライザ・ストライク - バッキング・ヴォーカル

クレジットに載っていない笑い声は、ピンク・フロイドの当時のロードマネージャーのピーター・ワッツのものである 。

## ソース
1. ↑  Guesdon, Jean-MIchel (2017). Pink Floyd All The Songs. Running Press
2. ↑  Strong, Martin C. (2004). The Great Rock Discography (7th ed.). Edinburgh: Canongate Books. p. 1177. ISBN 1-84195-551-5
3. ↑  Mabbett, Andy (1995). The Complete Guide to the Music of Pink Floyd. London: Omnibus Press. ISBN 0-7119-4301-X
4. ↑  Friedrich Kittler: "Der Gott der Ohren", in: id.
5. ↑  Fusar-Poli, P.; Madini, L. (2008). “Medicine and the arts. Brain Damage by Pink Floyd (1973)”. Journal of the Association of American Medical Colleges 8 (83):  742–743.
6. ↑  Mabbett, Andy (2010). Pink Floyd – The Music and the Mystery. London: Omnibus. pp. 160p. ISBN 978-1-84938-370-7